# Ghuzluj-e Olja
Ghuzluj-e Olja – wieś w Iranie, w ostanie Azerbejdżan Zachodni, w szahrestanie Szahin Deż. W 2006 roku liczyła 236 mieszkańców.